# Dashti (Verwaltungsbezirk)
Dashti (persisch شهرستان دشتی) ist ein Schahrestan in der Provinz Buschehr im Iran. Er enthält die Stadt Khormodsch, welche die Hauptstadt des Verwaltungsbezirks ist. Der Verwaltungsbezirk Dashti hat eine 25 km lange Küstenlinie am Persischen Golf und ein überwiegend arides oder semiarides Klima. 

## Demografie
Bei der Volkszählung 2016 betrug die Einwohnerzahl des Schahrestan 86.319. Die Alphabetisierung lag bei 85 Prozent der Bevölkerung. Knapp 70 Prozent der Bevölkerung lebten in urbanen Regionen.
| Zensusjahr | Einwohnerzahl |
| ---------- | ------------- |
| 2011       | 77.530        |
| 2016       | 86.319        |